# زغال‌اخته (سرده)
زغال‌اخته؛ ال، شفت (نام علمی:  Cornus) نام یک سرده از تیره زغال‌اخته‌ایان است.
پوسته و برگ‌های این گیاه برای تهیه رنگ زرد استفاده می‌شوند. همچنین با ترکیب آن با نمک‌های آهن می‌توان رنگ سیاه تهیه کرد.
میوه‌های نارس نوعی رنگ سبز میوه‌های رسیده رنگ آبی مایل به خاکستری تولید می‌کنند.
از چوب این گیاه نوعی زغال نسبتاً آتش‌گیر تهیه می‌شود که در قدیم از آن برای باروت‌سازی هم استفاده می‌شده‌است.
عصاره این گیاه در تهیه فراورده‌های ضدآفتاب کاربرد دارد.